# Boseta
Boseta (łac. Diocesis Bosetanus) – stolica historycznej diecezji w Cesarstwie rzymskim w prowincji Afryka Prokonsularna, sufragania metropolii Kartagina. Współcześnie w Tunezji. Obecnie katolickie biskupstwo tytularne.

## Biskupi tytularni
| Lp. | Biskup                            | Funkcja                                         | Od               | Do                |
| --- | --------------------------------- | ----------------------------------------------- | ---------------- | ----------------- |
| 1   | François Van den Berghe           | wikariusz apostolski Lisala (Zair)              | 9 lutego 1943    | 10 listopada 1959 |
| 2   | Vincent de Paul Phạm Văn Dụ       | biskup pomocniczy Lạng Sơn i Cao Bằng (Wietnam) | 5 marca 1960     | 24 listopada 1960 |
| 3   | Erasmo Hinojosa Hurtado           | biskup koadiutor Piura (Peru)                   | 3 maja 1961      | 6 stycznia 1963   |
| 4   | Manuel Jerónimo Yerena y Camarena | emerytowany biskup Huejutla (Meksyk)            | 9 sierpnia 1963  | 2 lutego 1971     |
| 5   | Alfonso López Trujillo            | biskup pomocniczy Bogoty (Kolumbia)             | 25 lutego 1971   | 2 czerwca 1979    |
| 6   | Antonio Magnoni                   | nuncjusz apostolski                             | 24 kwietnia 1980 | 18 marca 2007     |
| 7   | Francisco De Leon                 | biskup pomocniczy Antipolo (Filipiny)           | 27 czerwca 2007  | 21 listopada 2015 |
| 8   | Miguel Fernando González Mariño   | biskup pomocniczy Ibagué (Kolumbia)             | 11 lutego 2016   | 19 grudnia 2020   |
| 9   | Marcos Pirán                      | biskup pomocniczy Holguín (Kuba)                | 19 marca 2021    |                   |